# Phyllis Johnson
Phyllis Wyatt Johnson (Royal Tunbridge Wells, Kent, 8 de desembre de 1886 – Tonbridge, Kent, 5 de desembre de 1967) va ser una patinadora artística sobre gel anglesa que va competir a començaments del segle xx. Va guanyar dues medalles olímpique i es proclamà dues vegades campiona del món en la modalitat de parelles junt a James H. Johnson, el seu marit.
El 1908 va prendre part en els Jocs Olímpics de Londres, on guanyà la medalla de plata en la prova parelles del programa de patinatge artístic junt a James H. Johnson. El 1909 i 1912 es proclamaren campions del món per parelles.
El 1920, als Jocs d'Anvers guanyà la medalla de bronze en la prova parelles del programa de patinatge artístic, aquesta vegada formant parella amb Basil Williams.

## Palmarès

### Individual
| Competició        | 1912 | 1913 | 1914 | 1920 |
| ----------------- | ---- | ---- | ---- | ---- |
| Jocs Olímpics     |      |      |      | 4t   |
| Campionat del món | 3r   | 2n   | 3r   |      |

### Paerelles
| Competició        | 1908             | 1909             | 1910             | 1912             | 1920           |
| ----------------- | ---------------- | ---------------- | ---------------- | ---------------- | -------------- |
| Parella           | James H. Johnson | James H. Johnson | James H. Johnson | James H. Johnson | Basil Williams |
| Jocs Olímpics     | 2n               |                  |                  |                  | 3r             |
| Campionat del món |                  | 1r               | 3r               | 1r               |                |